# Tuulikurunlaki
Tuulikurunlaki är en kulle i Finland.   Den ligger i den ekonomiska regionen  Fjäll-Lappland  och landskapet Lappland, i den norra delen av landet, 800 km norr om huvudstaden Helsingfors. Toppen på Tuulikurunlaki är 244 meter över havet.
Terrängen runt Tuulikurunlaki är platt.  Trakten runt Tuulikurunlaki är nära nog obefolkad, med mindre än två invånare per kvadratkilometer. Det finns inga samhällen i närheten. 